# OOGarden
 (octobre 2020).
 (juin 2021).
OOGarden est une entreprise française de distribution créée en 2006 par Sylvain Legoux, spécialisée dans l'aménagement et la décoration de l'extérieur. Son siège social est basé à Ambérieu-en-Bugey, dans l'Ain, en France.  En 2019, la société possède 7 boutiques showrooms en France et 1 en Allemagne[réf. souhaitée].

## Histoire
Le site oogarden.com a été créé le 1er juin 2006 avec un local de 300 m2. Début 2008, l’activité augmente, Sylvain Legoux loue un nouvel entrepôt de 1 500 m2 et ouvre un premier espace client de 20 m2. En 2011, OOGarden ouvre sa première plateforme logistique de 4 500 m2 à Thouaré-sur-Loire, à proximité de Nantes et une seconde de 6 000 m2 à Château-Gaillard, près de Lyon.
En décembre 2011, pour permettre le développement de plateformes logistiques et d'espaces showrooms pour la clientèle, la société fait entrer dans son capital le fonds d'investissement Aquasourca.
En 2012, OOGarden souhaite se développer à l’international et lance son site de vente en ligne en Belgique, puis en Allemagne l’année suivante. En juillet 2012, la société renforce ses fonds propres à l'aide du fonds d'investissement Sofimac Partners, bouclant ainsi une levée de fonds totale de 4,1 millions d'euros.
En 2015, OOGarden lance son premier film publicitaire télévisé signé Publicis.
En novembre 2017, la société ouvre son premier entrepôt à l'international, à Kaarst, près de Düsseldorf en Allemagne. En janvier 2018, OOGarden ouvre son cinquième showroom en France, en région parisienne, à Meaux. *En 2019, OOGarden ouvre ses sixième et septième showrooms près de Nîmes et Dijon.
En décembre 2019, OOGarden ouvre son huitième site logistique de 5000 m2 avec son showroom en Haute Garonne à  Escalquens proche de Toulouse[réf. souhaitée]. En décembre 2019, ouverture de son nouveau siège social de 1500m2 proche de la gare d' Ambérieu-en-Bugey (Ain)[réf. souhaitée].
En janvier 2023 : mise en redressement judiciaire de la société ,